# Condado de Grimes
O condado de Grimes é um dos 254 condados do estado norte-americano do Texas. A sede do condado é Anderson, e sua maior cidade é Anderson.
O condado possui uma área de 2 075 km² (dos quais 20 km² estão cobertos por água), uma população de 23 552 habitantes, e uma densidade populacional de 11 hab/km² (segundo o censo nacional de 2000).
O condado foi criado em 1846.